# Karl Lwanga

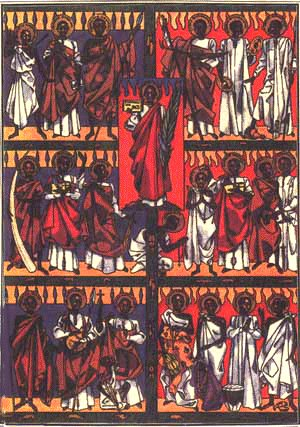
Karl Lwanga (in der Mitte) und seine Gefährten, Darstellung von Albert Wider

Karl Lwanga (* 1865 in Bulimu, Uganda; † 3. Juni 1886 in Namugongo) war ein ugandischer Märtyrer. Karl Lwanga und seine Gefährten werden in der katholischen und in der anglikanischen Kirche als Heilige verehrt. Die evangelisch-lutherische Kirche von Amerika betrachtet sie als denkwürdige Glaubenszeugen.

## Geschichte
Nachdem unter König (Kabaka) Mutesa I. von Buganda christliche Missionare in Uganda ihre Arbeit aufgenommen hatten, waren diese unter König Mwanga II. wieder Repressionen ausgesetzt. Inzwischen war ein Teil der Bevölkerung Christen geworden bzw. bereitete sich als Katechumenen auf die Taufe vor. Besonders unter den Pagen am Hofe des Königs gab es viele Christen. Karl Lwanga war der Anführer der königlichen Pagen und am 15. November 1885 von Pater Giraud getauft worden. Nach der Ermordung des Pagen Denis Ssebuggwawo, eines Katecheten, ließ König Mwanga erklären, dass alle Angehörigen des Hofes, die nicht vom Beten abließen, getötet werden sollten und ließ am 27. Mai 1886 eine Gerichtssitzung anberaumen. Er erklärte: „Diejenigen von Euch, die nicht beten, sollen an meiner Seite bleiben; die anderen sollen sich gegenüber an der Schilfwand aufstellen“. Karl Lwanga und 15 weitere Pagen gingen zur Wand hinüber. Zwei von ihnen ließ der König kurz darauf zerstückeln, während man die anderen nach Namugongo brachte, wo sie in Strohbündel gebunden und auf dem Scheiterhaufen verbrannt wurden.
Insgesamt wurden in der Verfolgung unter Kabaka Mwanga II. weit über 100 Christen getötet. In Namugongo starben 32 Katholiken und Anglikaner auf dem Scheiterhaufen, viele von ihnen wurden vorher gefoltert.

## Verehrung

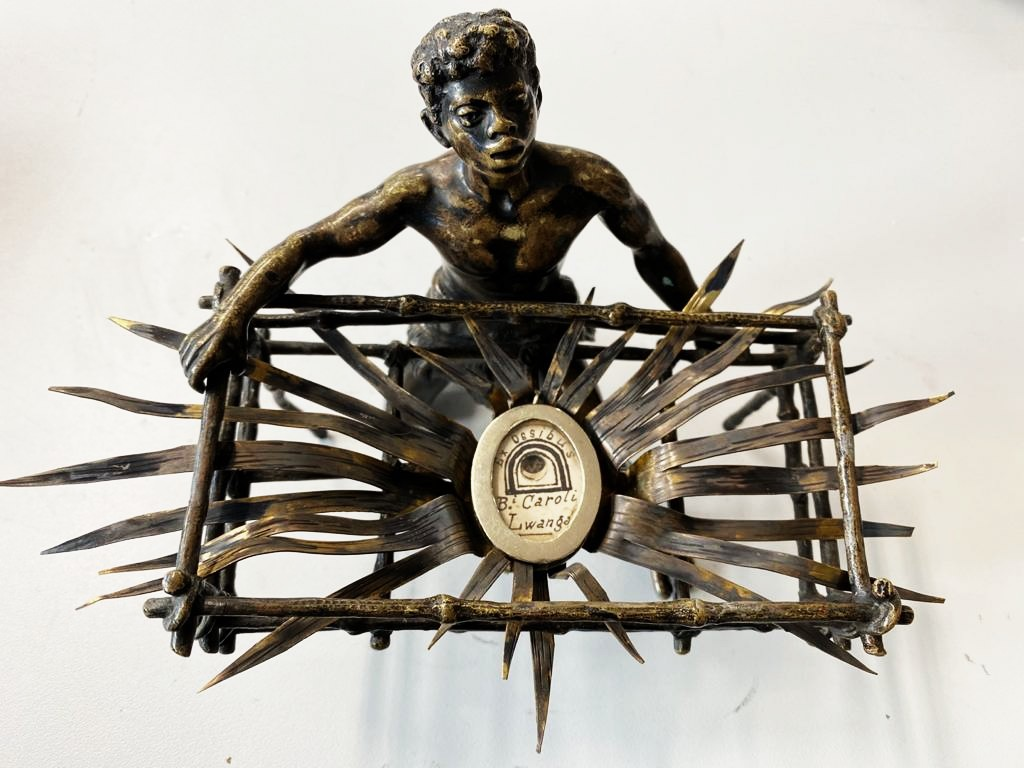
Bronzereliquiar mit einem Knochensplitter des hl. Karl Lwanga (in Privatbesitz)

Papst Benedikt XV. sprach Karl Lwanga und seine Gefährten 1920 selig. Papst Paul VI. sprach am 18. Oktober 1964, während des Zweiten Vatikanischen Konzils, 22 Märtyrer dieser Verfolgung heilig, darunter Karl Lwanga und seine Gefährten.
Karl Lwanga wurde von Papst Pius XI. 1934 zum Patron der Jugend Afrikas erklärt. In der Liturgie der katholischen und anglikanischen Kirche sowie der evangelisch-lutherischen Kirche von Amerika ist der Gedenktag Karl Lwangas und seiner Gefährten am 3. Juni.
Von keinem der in Namugongo hingerichteten Märtyrer kamen Reliquien auf die Nachwelt zu, außer von Karl Lwanga. Er wurde nämlich vor allen anderen an einer besonderen Stelle hingerichtet, um sie noch zum Umdenken zu bewegen. Drei von den zum Tode verurteilen Pagen wurden begnadigt; sie konnten Knochenreste Lwangas beiseite schaffen und in die Missionsstation bringen. Eine Reliquie wird in St. Martin in Lagerlechfeld verehrt.